# Meitetsu Koromo-Linie
| |                           |                           |                       |
| Streckenlänge: | 13,0 km                   |                           |                       |
| Spurweite: | 1067 mm (Kapspur)         |                           |                       |
| Stromsystem: | 600 V =                   |                           |                       |
| Zweigleisigkeit: | nein                      |                           |                       |
| |                           |                           |                       |
| Gesellschaft: | Meitetsu (Nagoya Tetsudō) |                           |                       |
| \| \| 0,0 \| Uwa Goromo (上挙母) \| 1920– \| \| \| \| ← Meitetsu Mikawa-Linie \| 1920– \| \| \| 1,1** \| Toyota Motor Corporation \| –1973 \| \| \| \| Mikawa-Toyota \| \| \| \| 1,9 0,0** \| Toyotajidōsha-mae \| Toyotajidōsha-mae \| \| \| \| (トヨタ自動車前) \| 1937–1973 \| \| \| \| ← Aichi-Ringlinie \| 1976– \| \| \| 3,3 \| Oshikamo (鴛鴨) \| 1941–1946 \| \| \| 4,8 \| Togari (渡刈) \| 1929–1973 \| \| \| \| Yahagi-gawa \| \| \| \| 5,6 \| Hosokawa (細川) \| 1929–1973 \| \| \| 1,5* \| Modachi (門立) \| 1924–1938 \| \| \| 0,8* \| Hosokawa (細川) \| 1924–1938 \| \| \| \| \| \| \| \| 6,4 0,0* \| Mikawa Iwawaki (三河岩脇) \| 1929–1973 \| \| \| 7,3 \| Yatsugi (八ツ木) \| –1969 \| \| \| \| Tōmei-Autobahn \| \| \| \| 8,7 \| Iwazu (岩津) \| 1924–1973 \| \| \| 10,1 \| Todo (百々) \| –1969 \| \| \| 11,0 0,0** \| Daijuji (大樹寺) \| 1924–1973 \| \| \| 3,3** \| Unitika \| 1934–1962 \| \| \| 11,5 \| Okazaki Iida (岡崎井田) \| 1924–1962 \| \| \| \| ↓ Straßenbahn Okazaki \| \| |                           |                           |                       |
| Strecke · Bahnhof | 0,0                       | Uwa Goromo (上挙母)       | 1920–                 |
| Kreuzung · Abzweig ehemals geradeaus und nach rechts |                           | ← Meitetsu Mikawa-Linie   | 1920–                 |
| Strecke · Abzweig geradeaus und von links (Strecke außer Betrieb) · Betriebsstelle Streckenende und quer | 1,1**                     | Toyota Motor Corporation  | –1973                 |
| Bahnhof · Strecke (außer Betrieb) |                           | Mikawa-Toyota             | Mikawa-Toyota         |
| Strecke · Haltepunkt / Haltestelle (Strecke außer Betrieb) | 1,9 0,0**                 | Toyotajidōsha-mae         | Toyotajidōsha-mae     |
| Strecke · Strecke (außer Betrieb) |                           | (トヨタ自動車前)          | 1937–1973             |
| Strecke nach rechts · Strecke (außer Betrieb) |                           | ← Aichi-Ringlinie         | 1976–                 |
| Haltepunkt / Haltestelle (Strecke außer Betrieb) | 3,3                       | Oshikamo (鴛鴨)           | 1941–1946             |
| Haltepunkt / Haltestelle (Strecke außer Betrieb) | 4,8                       | Togari (渡刈)             | 1929–1973             |
| Brücke über Wasserlauf (Strecke außer Betrieb) |                           | Yahagi-gawa               | Yahagi-gawa           |
| Haltepunkt / Haltestelle (Strecke außer Betrieb) | 5,6                       | Hosokawa (細川)           | 1929–1973             |
| Strecke (außer Betrieb) · Haltepunkt / Haltestelle Streckenanfang (Strecke außer Betrieb) | 1,5*                      | Modachi (門立)            | 1924–1938             |
| Strecke (außer Betrieb) · Haltepunkt / Haltestelle (Strecke außer Betrieb) | 0,8*                      | Hosokawa (細川)           | 1924–1938             |
| |                           |                           |                       |
| Bahnhof (Strecke außer Betrieb) | 6,4 0,0*                  | Mikawa Iwawaki (三河岩脇) | 1929–1973             |
| Haltepunkt / Haltestelle (Strecke außer Betrieb) | 7,3                       | Yatsugi (八ツ木)          | –1969                 |
| |                           | Tōmei-Autobahn            |                       |
| Haltepunkt / Haltestelle (Strecke außer Betrieb) | 8,7                       | Iwazu (岩津)              | 1924–1973             |
| Haltepunkt / Haltestelle (Strecke außer Betrieb) | 10,1                      | Todo (百々)               | –1969                 |
| Bahnhof (Strecke außer Betrieb) | 11,0 0,0**                | Daijuji (大樹寺)          | 1924–1973             |
| Betriebsstelle Streckenanfang und quer · Abzweig geradeaus und nach rechts (Strecke außer Betrieb) | 3,3**                     | Unitika                   | 1934–1962             |
| Bahnhof mit U-Bahn Streckenende (Strecke außer Betrieb) | 11,5                      | Okazaki Iida (岡崎井田)   | 1924–1962             |
| U-Bahn-Strecke (außer Betrieb) |                           | ↓ Straßenbahn Okazaki     | ↓ Straßenbahn Okazaki |

Die Meitetsu Koromo-Linie (jap. 名鉄挙母線, Meitetsu Koromo-sen) war eine Eisenbahnstrecke in der Präfektur Aichi in Japan. Sie war von 1924 bis 1973 in Betrieb, gehörte der Bahngesellschaft Meitetsu und verband Koromo (heute zu Toyota gehörend) mit Okazaki.

## Beschreibung

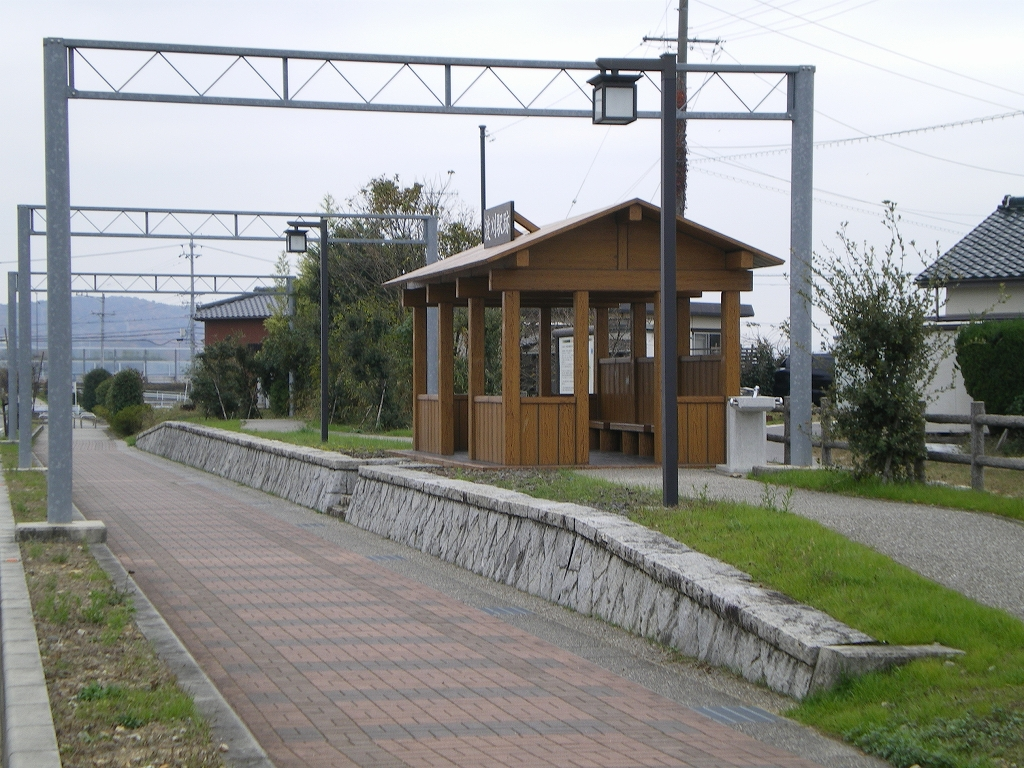
Ehemaliger Bahnhof Togari

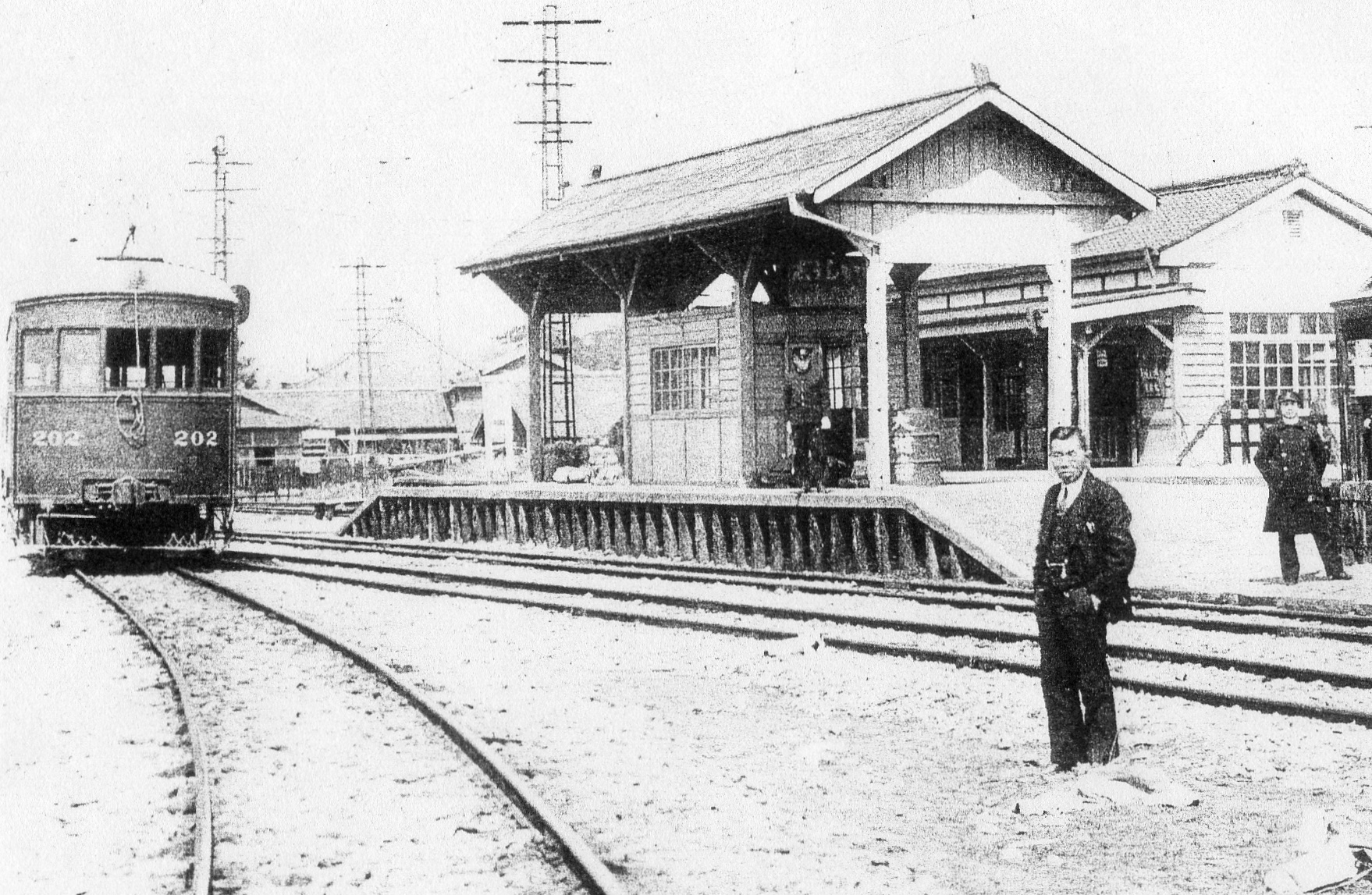
Bahnhof Daijuji (1937)

Die insgesamt 13,0 km lange Strecke hatte einige Merkmale einer Überlandstraßenbahn. Sie begann im Stadtzentrum von Okazaki am Bahnhof Okazaki Iida, wo sie mit der der zum Bahnhof Okazaki führenden Straßenbahn Okazaki verknüpft war. Ebenso wie die Straßenbahn war sie auf dem 500 m langen Abschnitt bis Daijuji mit 600 V Gleichspannung elektrifiziert. Der daran anschließende Abschnitt besaß eine Fahrdrahtspannung von 1500 V. Dabei führte sie überwiegend entlang von Straßen, querte den Fluss Yahagi und passierte eine Automobilfabrik der Toyota Motor Corporation, ehe sie nach weiteren 11,0 km im Bahnhof Uwa Goromo in die Meitetsu Mikawa-Linie mündete. Eine 1,5 km lange Zweigstrecke, die wiederum mit 600 V elektrifiziert war, verband Mikawa Iwawaki mit Modachi. Die Gesamtlänge der eingleisigen Koromo-Linie betrug somit 13,0 km.

## Geschichte
Die Straßenbahngesellschaft Okazaki Denki Kidō, die bereits die Straßenbahn Okazaki betrieb, erhielt am 20. April 1922 die Genehmigung für den Bau einer daran anschließenden Überlandlinie in nördlicher Richtung. Sie nahm am 27. Dezember 1924 die 6,6 km lange Strecke zwischen Okazaki Iida nach Modachi in Betrieb. Am 19. Juli 1927 ging die Okazaki Denki Kidō in der Mikawa Tetsudō auf, der Betreiberin der heutigen Meitetsu Mikawa-Linie.
Die neue Besitzerin verlängerte am 18. Dezember 1929 die Strecke ab Mikawa Iwawaki um 6,4 km bis nach Uwa Goromo. Der neue Abschnitt war von Anfang an mit 1500 V elektrifiziert, während die Oberleitungsspannung zwischen Daijuji und Mikawa Iwawaki von 600 auf 1500 V erhöht wurde. Hingegen blieben die Zweigstrecke nach Modachi sowie der Abschnitt zwischen Daijuji und Okazaki Iida weiterhin bei 600 V. Am 1. Mai 1938 wurde der Betrieb auf der Zweigstrecke nach Modachi eingestellt, ihre offizielle Stilllegung erfolgte am 3. Oktober 1939. 1941 folgte die Übernahme der Mikawa Tetsudō durch die Meitetsu.
Am 17. Juni 1962 legte die Meitetsu die Straßenbahn Okazaki still; davon betroffen war aufgrund derselben Oberleitungsspannung auch der Abschnitt der südlichste Abschnitt der Koromo-Linie zwischen Okazaki Iida und Daijuji. Im Juli 1972 richtete ein Taifun beträchtliche Schäden an (insbesondere an den Pfeilern der Yahagi-Brücke), was eine vierwöchige Schließung des Abschnitts zwischen Daijuji und oyotajidōsha-mae zur Folge hatte. Selbst nach der Instandsetzung blieb die Höchstgeschwindigkeit auf 15 km/h beschränkt. Da die Japanische Staatsbahn damals ohnehin die feste Absicht hatte, die zu einem großen Teil parallel verlaufende Aichi-Ringlinie fertigzustellen, entschloss sich die Meitetsu dazu, die Koromo-Linie stillzulegen und durch eine Buslinie zu ersetzen. Dies geschah am 4. März 1973.